# Prosqualodontidae
A Prosqualodontidae az emlősök (Mammalia) osztályának párosujjú patások (Artiodactyla) rendjébe, ezen belül a cetek (Cetacea) alrendágába tartozó fosszilis család.

## Rendszerezés
A családba az alábbi 2 nem tartozik:
- Parasqualodon McCoy, 1867 - oligocén; meglehet, hogy nomen dubium, vagy a Squalodontidae családnak egyik tagja[2][3]
- Prosqualodon Lydekker, 1894 - típusnem; késő oligocén-középső miocén; Argentína, Venezuela, Ausztrália, Új-Zéland[4][5][6]